# 法皇山横穴古墳

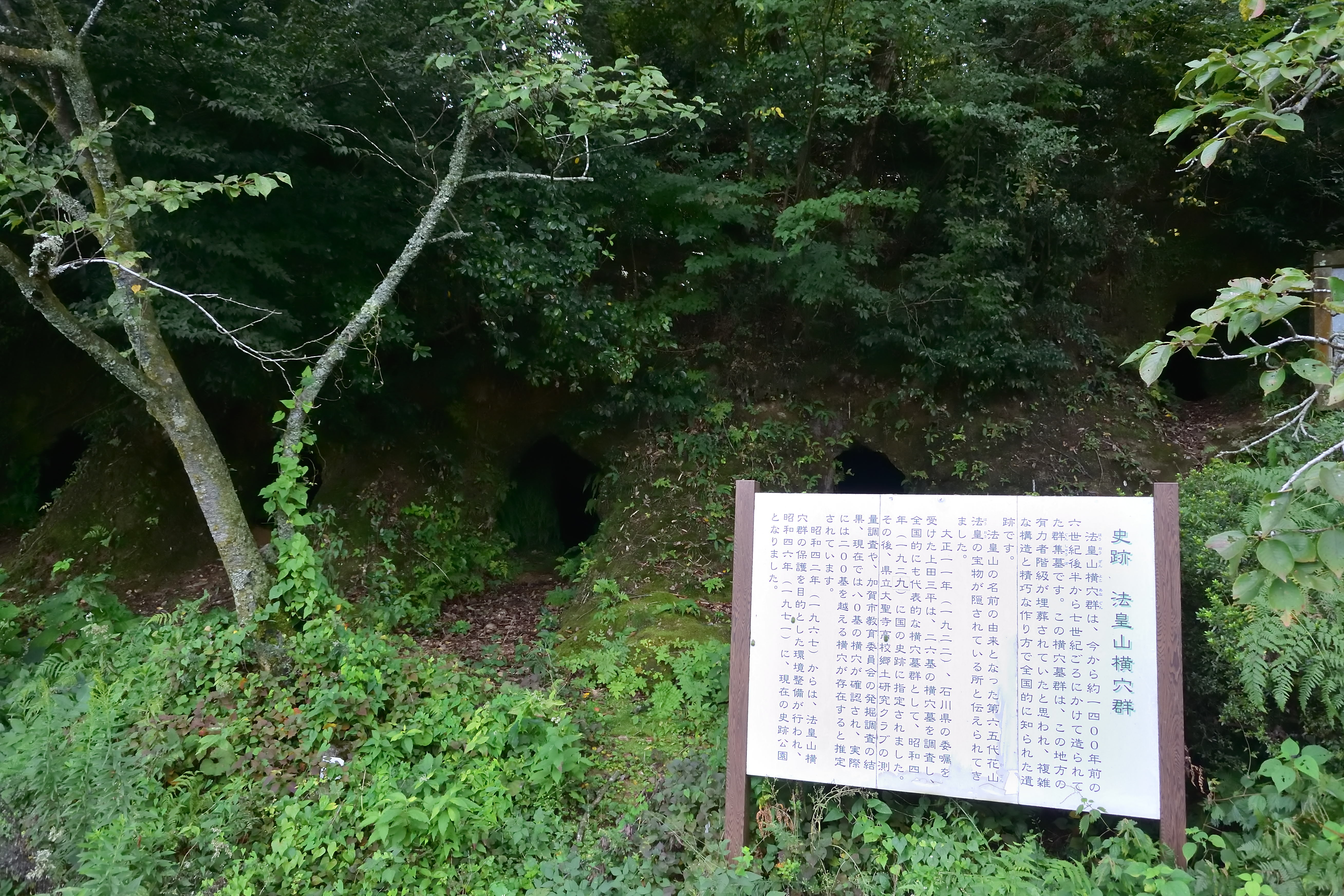
法皇山横穴古墳

法皇山横穴古墳（ほうおうざんおうけつこふん）は、石川県加賀市勅使町法皇山にある横穴古墳群（横穴墓群）である。1929年12月27日、国の史跡に指定。

## 概要
江沼盆地の動橋川東岸、舟見岳より派生する丘陵の北端部にある法皇山塊の凝灰岩質地盤に営まれた。

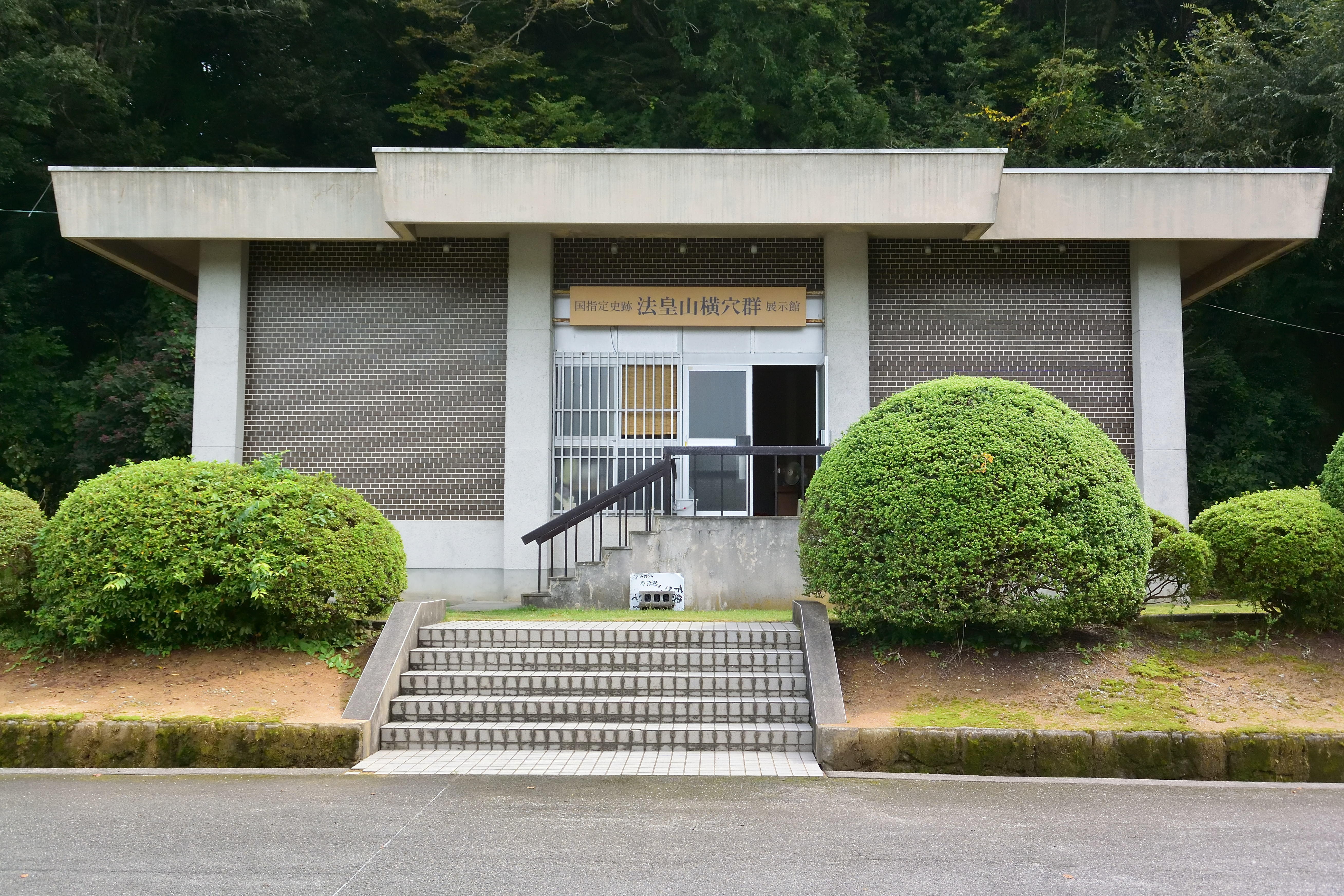
展示館

1921年・22年に上田三平が26基を調査したのを皮切りに、1964年～66年の石川県立大聖寺高等学校による調査、1967年～68年の保存事業に先立つ調査を経て合計77基の横穴墓が確認されている。また山全体の総数は150～200基に達すると推定され、北陸地方最大の規模を誇る。
この横穴墓群は、横穴墓の密度が高いことや、複数の玄室をもつもの、長さ10ｍにおよぶ家形天井の玄室をもつ横穴墓などが注目されている。
遺物は須恵器、土師器、鉄刀、刀子、鉄鏃、耳飾に限られていて、横穴墓間の格差や支群間における差が少ないことが特徴とされる。
副葬品の年代から6世紀後半から7世紀末にかけてのおよそ150年間にわたって造られた横穴群であったと考えられている。

## 関連事項
- 日本の古墳一覧
- 中部地方の史跡一覧
- 狐山古墳 - 法皇山横穴古墳の北西約1.5ｋｍにある前方後円墳。国の史跡に指定されている。